# Brasityphis
Brasityphis là một chi ốc biển, là động vật thân mềm chân bụng sống ở biển thuộc họ Muricidae, họ ốc gai.

## Các loài
Các loài thuộc chi Brasityphis bao gồm:
- Brasityphis barrosi Absalão & Santos, 2003[2]